# La Loi d'Ueki
La loi d’Ueki (うえきの法則, Ueki no Hōsoku) est un manga shōnen de Tsubasa Fukuchi. Il a été prépublié au Japon dans le Weekly Shōnen Sunday et publié en seize volumes par Shōgakukan. La version française a été éditée en intégralité par Pika Édition.
Le manga a été adapté en série animée de 51 épisodes de 25 minutes chacun, réalisés par le Studio DEEN.
La suite du manga comporte 5 tomes, La Loi d'Ueki Plus, série terminée aux éditions Shōgakukan. Cette série est également parue dans le Weekly Shōnen Sunday mais reste inédite en France.

## Synopsis
La loi d'Ueki nous raconte l'histoire d’un grand tournoi, qui doit décider de qui sera le prochain Dieu. Chaque candidat au poste de Dieu (100 au total) choisit un collégien, qui combattra pour lui. Chacun de ces étudiants est alors investi d’un pouvoir unique, qui lui permet de changer une chose en une autre chose. Kôsuke Ueki est un de ces utilisateurs de « Zai », il est capable de changer les détritus en plantes ou en arbres. Accompagné de son « maître » Kobasen et de son amie Ai Mori, Ueki affronte les autres candidats, car l'étudiant recevra le Zai ultime, le « don vierge ». Devant la cupidité de ses ennemis, Ueki se promet de le protéger jusqu'au bout ; en particulier de la bande de Robert Haydon, le candidat le plus puissant du tournoi. 

## Personnages
- Ueki Kôsuke est personnage principal de cette histoire.

- Mori Ai est une fille de sa classe qui veut découvrir le secret d'Ueki.

- Sano Seiichiro est le premier concurrent qu'Ueki va rencontrer ; il deviendra ensuite un membre de son équipe.

- Robert Haydon est le rival de Ueki.

- Rinko Jelerdo faisait partie de la "bande à Robert" mais elle continuera le tournoi aux côtés de Ueki.

### Aspirants-Dieu
Ils ont transmis un de leurs pouvoirs à un collégien pour en faire leur challenger dans le grand tournoi qui déterminera le successeur de Dieu.
- Kobayashi : Aussi appelé Kobasen, il est professeur au collège d'Ueki et de Mori. Il est l'Aspirant d'Ueki et comme lui assez insouciant. Il finira en enfer pour avoir aidé Ueki pendant son combat contre Robert Haydon.

### Challenger
- Taira Maruo, changer l'eau dans sa bouche en feu : Premier adversaire d'Ueki, il aura d'abord le dessus, ce dernier n'étant pas informé du grand tournoi. Ueki parviendra finalement à le défaire facilement. Son Aspirant finira en enfer pour l'avoir aidé pendant le combat.

#### Team Kousuke
- Ueki Kousuke, changer les détritus en arbres : Héros de l'anime, son pouvoir lui a été donné par Kobayashi. De nature très calme et insouciant, il ne tolère pas qu'on s'en prenne aux autres, qu'il s'agisse de ses amis ou de ses ennemis. Mot favori : "justice".
- Mori Ai : Persuadée qu'Ueki est un extraterrestre, elle le suivait dans le but de découvrir son pouvoir. Elle se fera ensuite un devoir de protéger ses dons afin d'éviter qu'il ne disparaisse. Loisir : "fouiner un peu partout".
- Sano Seiichirou, changer les tissus en métal : Il aidera Ueki lors de son premier combat. Son rêve est de construire l'onsen parfait (source chaude). Plus tard, il rejoindra Ueki après avoir perdu contre lui alors qu'il avait intégré la bande de Robert Haydon pour sauver son Aspirant. Il est surnommé "le maître du métal".

## Liste des épisodes
1. Ueki Kousuke - La loi de la justice
2. La loi du début des batailles !!
3. La loi du don
4. Rihou, la loi de l'expert en arts martiaux
5. L'ultime utilisateur de pouvoir : La loi de Robert Haydon (Robert Highdown ?)
6. La loi des adieux
7. La loi de Kobasen
8. Impartial et honnête ! La loi d'Onimon
9. La loi d'entraînement d'Onimon
10. La loi d'une justice qui ne s'accomplit jamais !
11. La loi de la bande à Robert !
12. La loi des êtres célestes
13. La loi de la bête céleste
14. La loi de la salle d'éveil
15. La loi de Reiko
16. La loi de Néo
17. La loi des deux pouvoirs
18. La loi du manoir Dogura
19. La loi de la danse cosaque
20. La loi du chat et de la souris
21. La loi de Sano Seiichiro
22. La loi d'Inumaru
23. La loi d'Ueki contre la bande
24. La loi du jeune garçon Robert
25. Ressuscité ! La loi de Kobasen
26. Terreur ! La loi d'Anon
27. La loi d'Hideyoshi !
28. La loi de la Maison du Soleil
29. Ne meurs pas ! La loi de Tenko !
30. La loi du troisième tour
31. La loi de l'ultime combat d'équipe
32. La loi de la vraie force
33. Désaccord ! La loi d'Ueki contre Rihou
34. La loi de l'équipe de Marilyn !
35. La loi de "Tu m'as piégé" !
36. La loi de la preuve d'amitié
37. La loi du point faible des objets divins
38. La loi de Sano se réveille !!
39. La loi du cœur fermé
40. La loi de "l'amour céleste !"
41. La loi de la vérité et du mensonge
42. La loi de l'équipe de Ballow
43. La loi de la pose de la chic paire de chaussures !
44. La loi d'Ueki niveau 2 !
45. La loi des attaques venues du passé !
46. La loi de Dieu, d'une fille et du futur
47. La loi d'Anon devenu Dieu !
48. La loi du 4e round !
49. La loi des 10 étoiles
50. La loi d'Ueki contre Anon !
51. La loi du Don Vierge